# San Gerasimo
Gerasimo (Licia, ... – Giordano, 5 marzo 475) è stato un anacoreta, venerato come santo dalla Chiesa cattolica e da quella ortodossa. Nato in Licia, nell'Asia Minore, visse ai tempi dell'imperatore Zenone e fondò una comunità monastica nei pressi del fiume Giordano.

## Agiografia
Da giovane visse da eremita in Licia per diversi anni ed entrò in contatto con l'eresia monofisita eutichiana, poi condannata dal Concilio di Calcedonia del 451. Dopo andò in Palestina e conobbe Eutimio che lo riportò verso la «vera fede». Volle visitare la Tebaide e i Padri del deserto, fondò diversi monasteri in quella regione, poi fece ritorno in Palestina, dove entrò in contatto con Saba Archimandrita, Giovanni Silenziario e Atanasio di Gerusalemme, diacono a Gerusalemme.
Si stabilì sulle rive del Giordano, nei pressi di Gerico per vivere da anacoreta, ma presto furono talmente tanti i suoi discepoli, che dovette fondare una laura (antico nome delle aggregazioni monastiche della Palestina di ben settanta celle).
La sua regola monastica era caratterizzata da dura disciplina e una sola razione di cibo fatta di pane, datteri e acqua. I monaci dovevano osservare il più assoluto silenzio, dormire su letti di giunco in celle mai riscaldate dal fuoco. Se si assentavano dalla cella dovevano lasciarne la porta aperta, affinché tutti potessero utilizzare le loro cose, se necessario, perché tutto quello che avevano era proprietà comune. Vivevano isolati dal lunedì al venerdì e solo il sabato e la domenica si riunivano nella chiesa per partecipare alle funzioni religiose. Solo in quei due giorni potevano mangiare cibi cotti e bere poco vino.
Spesso gli abitanti della vicina Gerico, avrebbero voluto offrire loro cibo e bevande, ma i monaci rifiutavano qualunque dono che avrebbe potuto interrompere i loro digiuni. Gerasimo per i quaranta giorni della Quaresima si nutriva unicamente dell'eucaristia.
Tra i suoi novizi ci fu anche san Ciriaco eremita, un giovane di Corinto che gli fu affidato da Eutimio e che fu suo discepolo fino al 475 anno della morte di Gerasimo.
Giovanni Mosco, che scrisse il Prato Spirituale, un'opera in cui è riportata la vita di Gerasimo, narra che un giorno gli si avvicinò un leone che zoppicava. Gerasimo vide che aveva una grossa spina in una zampa, gliela estrasse e medicò la zampa. Da allora il leone lo seguì fedelmente come un cagnolino, e divenne il compagno di un asino che trasportava l'acqua per il monastero. Quando alcuni predoni rubarono l'asino, il leone tornò da solo da Gerasimo, che, pensando che avesse mangiato l'asino, lo incaricò di trasportare l'acqua, e il leone accettò docilmente. Qualche tempo dopo i ladri tornarono portando con sé l'asino e tre cammelli, il leone li assalì mettendoli in fuga, poi prese le briglie dell'asino e dei cammelli e li portò dal santo, che si scusò con lui per la punizione ingiusta che gli aveva dato. Il leone visse coi monaci per cinque anni e, quando Gerasimo morì, si fermò sulla sua tomba battendo il muso a terra, senza mangiare né bere fino a morire d'inedia.

## Culto

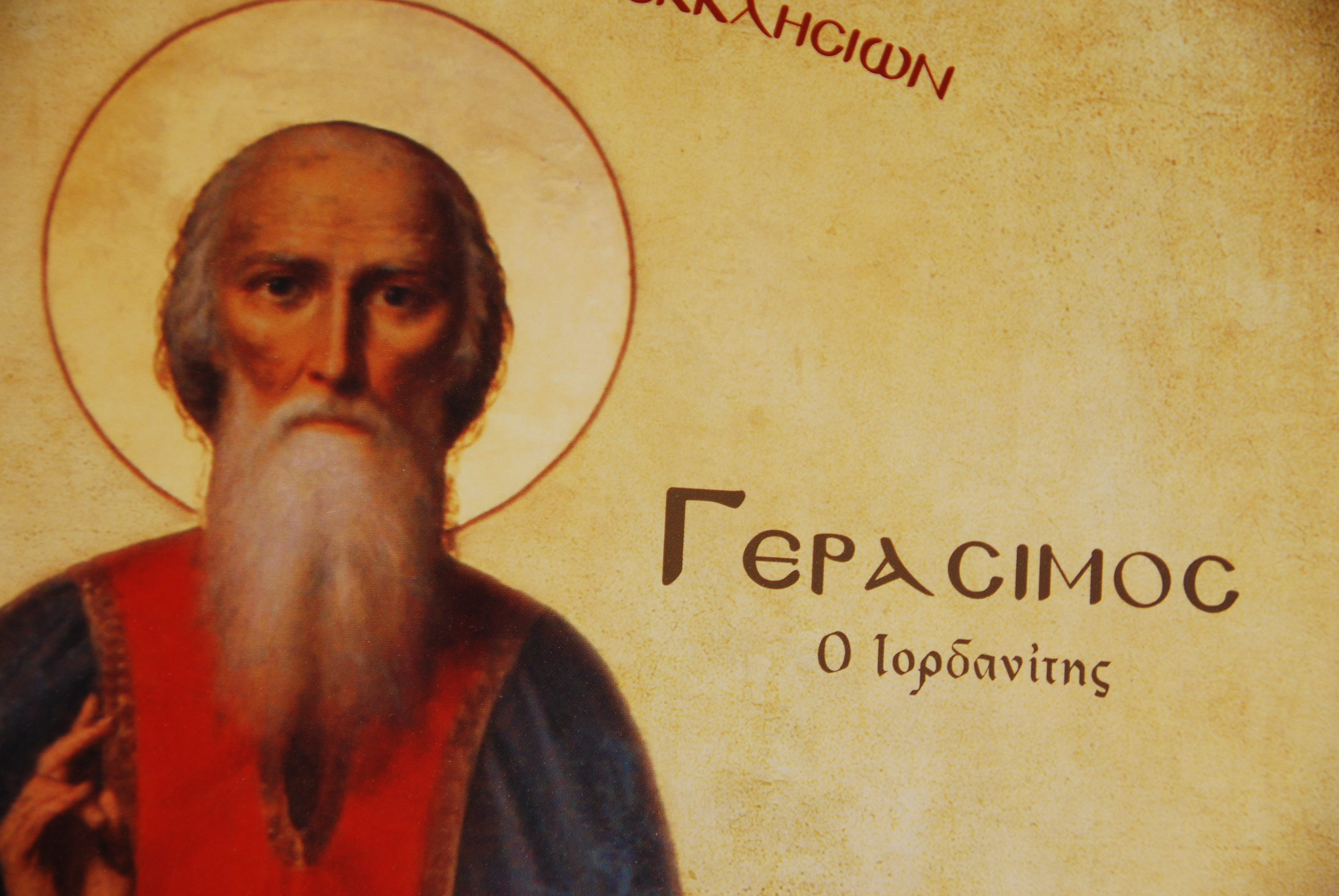
Raffigurazione moderna di san Gerasimo Giordanita

Il Martirologio romano fissa la memoria liturgica il 5 marzo. Con la seguente commemorazione:
In Palestina sulle rive del Giordano, san Gerásimo, anacoreta, che, al tempo dell'imperatore Zenone, ricondotto alla retta fede da sant'Eutimio, fece grande opera di penitenza, offrendo a tutti coloro che sotto la sua guida si esercitavano nella vita monastica, un modello irreprensibile di disciplina e di vita.
Nello stesso giorno si celebrava un Gerasimo di San Lorenzo.
Nelle raffigurazioni artistiche Gerasimo viene rappresentato in abiti monastici mentre cura un leone.
Si pensa che la rappresentazione di Girolamo accompagnato da un leone derivi dalla confusione generata dall'assonanza del nome latino di Gerasimo Hierasimus con quello di Gerolamo Hieronimus, cosa che ha indotto gli antichi artisti ad attribuire a Gerolamo il leone di Gerasimo.